# Gustav Schmidt-Cassel
Gustav Schmidt-Cassel (* 2. Oktober 1867 in Kassel; † 1954 in Berlin) war ein deutscher Bildhauer.

## Leben
Gustav Schmidt-Cassel studierte an der Berliner Kunstakademie bei Ernst Herter, dessen Assistent er wurde und dessen Werkstatt er später übernahm. Er unternahm Reisen nach Italien, Paris und Russland. Er war Mitglied im Reichsverband bildender Künstler Deutschlands sowie im Verein Berliner Künstler.
Seine ersten Skulpturen zeigte Schmidt-Cassel auf Sammelausstellungen in Berlin. 1910 erhielt er seinen ersten Auftrag, eine monumentale Reiterstatue Peters des Großen im russischen Riga. Er erstellte ebenso das Denkmal Kaiser Friedrichs III. auf dem Boltzeplatz vor dem Kreisständehaus in Grätz (heute Grodzisk Wielkopolski in Polen).
In den 1920er Jahren entstanden Skulpturen exotischer Tänzerinnen im Stil des Art déco, die Schmidt-Cassel mit detailliert ausgearbeiteten Kostümen versah. Er fertigte die Modelle für eine Serie von Statuetten, die von Rosenthal & Maeder sowie deren Nachfolger Preiss & Kassler produziert wurden. Auf der Ausstellung 100 Jahre Berliner Kunst des Vereins Berliner Künstler 1929 zeigte er eine Gipsstatue mit dem Titel Zusammenbruch.

## Werke (Auswahl)
- Pierrette
- Mädchen
- Affe umarmt Katze, 1922
- Stehende junge Frau mit Kind in ihren Armen
- Tänzerin
- Jugendlicher Sonnenanbeter
- Ägyptische Tempeltänzerin
- Stehende junge Frau mit Tuch als Briefständer
- Frau mit Blüte
- Schlangenbeschwörerin